# Vida Deželak Barič
Vida Deželak-Barič, slovenska zgodovinarka, * 17. junij 1954, Celje.

## Življenje in delo
Diplomirala je na ljubljanski Filozofski fakulteti (1978) in prav tam tudi doktorirala (1999). Leta 1978 se je zaposlila na ljubljanskem Inštitutu za novejšo zgodovino. V raziskovalnem delu se je posvetila temeljnim vprašanjem zgodovine Komunistične partije Slovenije in Osvobodilne fronte v letih 1941-1945. Objavila je več samostojnih publikacij ter znanstvenih in strokovnih člankov.